# 4 Dywizjon Artylerii Przeciwlotniczej
4 dywizjon artylerii przeciwlotniczej – (4 daplot) – pododdział artylerii przeciwlotniczej ludowego Wojska Polskiego.
Sformowany na podstawie rozkazu Naczelnego Dowódcy WP nr 0122 z dnia 15 maja 1945.
Do utworzenia dywizjonu wykorzystano żołnierzy i sprzęt 8 baplot 1 Samodzielnej Brygady Kawalerii.
Proporczyk  na lance i na mundur czarno-żółty.

## Dowództwo dywizjonu
- dowódca – mjr Cezary Gulewski (od 25 czerwca 1945)
- zastępca ds. pol.-wych. – ppor. Edmund Jasiński (25 czerwca – 5 listopada 1945) i chor. Antoni Florkow (od 5 listopada 1945)
- szef sztabu – por. Mikołaj Gondarczuk (od 25 czerwca 1945)